# Haplostoma ambiguum
Haplostoma ambiguum är en kräftdjursart som beskrevs av Shigeko Ooishi och Rolf Dieter Illg 1977. Haplostoma ambiguum ingår i släktet Haplostoma och familjen Ascidicolidae. Inga underarter finns listade i Catalogue of Life.